# A4 (Marokko)
De A4 of snelweg Berrechid- Beni Mellal is een snelweg in Marokko. Het is het meest recente grote bouwproject van de Marokkaanse beheerder van autosnelwegen Société Nationale des Autoroutes du Maroc (ADM).

## Aanvang werkzaamheden
Op 12 april 2010 startte de koning van Marokko Mohammed VI de werkzaamheden aan deze nieuwe snelweg die in totaal 172 km lang wordt en waarvoor tijdens de bouw 35 miljoen m³ grond verzet zal worden. Volgens planning moet de weg in 2013 opengesteld worden voor het verkeer.

## Gebruik
Deze nieuwe snelweg moet de druk op de bestaande Route National N11 verminderen. Volgens schattingen zullen tegen 2015 zo'n 4150 voertuigen per dag gebruikmaken van deze nieuwe snelweg, die dwars door het Atlasgebergte voert.

## Traject
De totale lengte van de snelweg tussen Berrechid en Beni Mellal wordt 172 km lang en de bouw is verdeeld in een aantal trajecten, die elk als apart project worden beheerd en die ook elk andere aannemers hebben:

### Traject 1: Berrechid - Ben Ahmed
Vanaf beginpunt Berrechid is het eerste traject 38,5 km lang en loopt tot Ben Ahmed. De hoofdaannemer is het Chinese CWE (China international Water and Electric cooperation).

### Traject 2: Ben Ahmed- Khouribga
Het volgende traject is ook 38,5 km lang en wordt gebouwd door een viertal Marokkaanse aannemers: Sintram, LRN, Seprob en de SNCE.

### Traject 3: Khouribga- Oued Zem
Dit 33 kilometer lange stuk snelweg wordt gebouwd door hetzelfde viertal bedrijven als traject 2.

### Traject 4: Oued Zem- Kasba Tadla
De volgende 40 km van de nieuwe snelweg heeft wederom een Marokkaanse aannemer: Houar.

### Traject 5: Kasba Tadla - Beni Mellal
De laatste 22 km van de snelweg, eindigend in Beni Mellal, wordt gebouwd door de Chinese aannemer Covec.

## Financiering
De totale bouwkosten zijn begroot op 6.050 miljoen dirham en deze investering wordt gefinancierd door FADES (het Arabische fonds voor sociale en economische ontwikkeling), de Europese Investeringsbank en de Chinese overheid. De investering moet terugverdiend worden door de tolinkomsten en de inkomsten uit de exploitatie van de tankstations en rustplaatsen, waarvan er drie aangelegd zullen worden en die maximaal 52 kilometer uit elkaar zullen liggen.
De verschillende trajecten worden gelijktijdig gebouwd en de planning is dat medio 2013 de weg opengesteld zal worden voor het verkeer.
Deze investering maakt onderdeel uit van het projectplan 2008-2015 dat ADM is overeengekomen met de staat. Deze overeenkomst werd op 8 juli 2008 ondertekend in aanwezigheid van de koning Mohammed VI.
Met dit aanvullende programma moet tegen 2015 1800 km (snel)weg aangelegd zijn en is er 53 miljard dirham geïnvesteerd in de ontwikkeling van nieuwe wegen in Marokko. Inclusief deze genoemde investeringen heeft FADES sinds 1975 26,4 miljard dirham geïnvesteerd in wegen, drinkwater en andere sociaaleconomische ontwikkelingen.